# Черноваха
Черноваха (укр. Черноваха) — правый приток Вары, протекающий по Новгород-Северскому району (Черниговская область, Украина).

## География
Длина — 3 км. Русло реки (отметки уреза воды) в приустьевой части (село Воробьевка) находится на высоте 168,3 м над уровнем моря.
Русло слабо-извилистое. Пойма занята очагами заболоченных участков с тростниковой растительностью, лесов.
Река берёт начало северо-западнее села Внутренний Бор (Новгород-Северский район). Река течёт на северо-запад. Впадает в Вару непосредственно северо-восточнее села Воробьёвка.